# Colibri
Colibri là một chi chim trong họ Chim ruồi.